# Carles I Gonzaga-Nevers
Carles I Gonzaga-Nevers -en italià Carlo I di Gonzaga-Nevers i en francès Charles Ier Gonzague- (París, 6 de maig del 1580 - Màntua, 22 de setembre del 1637) fou duc de Nevers i de Rethel, príncep d'Arches, duc de Màntua i de Montferrat.

## Família
Era fill del duc Lluís I (1539-1595) i de la duquessa Enriqueta de Cleves (1542-1601). L'1 de febrer de 1599 es va casar a Soissons amb Caterina de Lorena (1585-1618), filla del duc de Mayenne Carles de Mayenne, i d'Enriqueta de Savoia-Villars (1541-1611). El matrimoni va tenir sis fills:
- Francesc (1606-1622).
- Carles (1609-1631), casat amb Maria Gonzaga de Màntua (1609-1660).
- Ferran (1610-1632).
- Maria Lluïsa (1611-1667), casada primer amb el rei Ladislau IV de Polònia, i després amb el seu germà Joan Casimir Vasa.
- Bernarda (1614-1637).
- Anna Maria (1616-1684), casada primer en secret amb Enric II de Lorena, i en anul·lar-se amb Eduard de Wittelsbach (1625-1663).

## Biografia
Als 26 anys va fundar la ciutat de Charleville-Mézières a Rethel, que es convertiria en la capital del seu principat.
El 1627 en morir el seu cosí Vicenç II Gonzaga, darrer descendent de la línia directa dels Gonzaga va rebre el dret de successió del Ducat de Màntua. Però es va trobar amb l'oposició del duc de Savoia, Carles Manuel I, a part de l'oposició de l'imperi i d'Espanya que no veien bé una presència francesa tan a prop del Ducat de Milà. Tot plegat va originar la guerra de successió de Màntua.
Carles comptava amb el suport del rei de França Lluís XIII, encara que no va intervenir militarment quan l'emperador assetjà la ciutat de Màntua. Amb un exèrcit francès de 20.000 homes al Piemont, el 1630, va obligar el nou duc de Savoia, Víctor Amadeu I a abandonar l'aliança amb Espanya i a reconèixer els drets de Carles a canvi de territoris a Trino i a Alba en la firma del Tractat de Cherasco.
Amb tot, l'assetjament de Màntua per part dels exèrcits espanyols i del Sacre Imperi es va allargar fins al 1630 quan la ciutat, debilitada per la pesta i per la fam fou saquejada brutalment.
Les successives accions diplomàtiques van permetre a Carles tornar a Màntua, però el ducat es trobava totalment devastat i arruïnat, fins al punt que va necessitar ajut d'altres corts italianes. Per tal de redreçar l'economia es va veure obligat a vendre tota la col·lecció d'art de la seva família.
En morir, va deixar el govern al seu net Carles II, sota la regència de la seva mare Maria Gonzaga de Màntua.